# Alex Owen
Alexandra (Alex) Owen is hoogleraar geschiedenis en gender studies aan de Northwestern-universiteit. Ze heeft zich in haar onderzoek met name met westerse esoterie binnen de Britse geschiedenis bezig gehouden.

## Onderzoek
Ze heeft binnen het vakgebied van westerse esoterie twee toonaangevende boeken geschreven. 
Het eerste boek is The Darkened Room (1989) dat gaat over spiritualisme in het negentiende-eeuwse Groot-Brittannië. In dit boek legt ze de nadruk op de geschiedenis van de prominente vrouwen van deze invloedrijke beweging. Later schreef ze The Place of Enchantment (2004), een studie van twintigste-eeuwse esoterie, waarin ze de progressieve en sciëntistische elementen van het Britse occultisme benadrukte.

## Eerbetoon
De Alex Owen-onderzoeksprijs is naar haar vernoemd.